# 4360 Xuyi
A 4360 Xuyi (ideiglenes jelöléssel 1964 TG2) a Naprendszer kisbolygóövében található aszteroida. A Bíbor-hegyi Obszervatórium fedezte fel 1964. október 9-én.